# مک نورت (اوهایو)
مک نورت (به انگلیسی: Mack North) یک منطقهٔ مسکونی در ایالات متحده آمریکا است که در شهرستان همیلتون، اوهایو واقع شده‌است. مک نورت ۸٫۰ کیلومتر مربع مساحت و ۳٬۵۲۹ نفر جمعیت دارد.